# 5 Lacertae
5 Lacertae è una stella della costellazione della Lucertola, situata nella parte centrale della costellazione. La sua magnitudine apparente è +4,64 e dista 1160 anni luce dalla Terra.
È una stella variabile sospetta, con la sigla NSV 14177, con oscillazioni di magnitudine fra 4,30 e 4,38.
5 Lacertae è una binaria spettroscopica, nota come MCA 71; la principale è una fredda gigante brillante rossa di classe M0II, con un raggio 273 volte maggiore di quello del Sole ed una temperatura superficiale di appena 3700 K, mentre la massa è compresa tra le 7,7 e 9,8 volte quella solare. La sua compagna è di magnitudine 4,32, classe spettrale B8 V, separata dalla primaria da 0,1 secondi d'arco, con un angolo di posizione di 43-44°, misurata in 12 osservazioni fra il 1978 e il 1995; il periodo di rivoluzione del sistema è calcolato in 41,95 anni.